# VB Vágur
Vágs Bóltfelag („Ballverein von Vágur“), abgekürzt VB, auch bekannt als VB Vágur, ist ein Handballverein mit Sitz in Vágur auf der Insel Suðuroy der zu Dänemark gehörenden Färöer. Die ehemalige Fußballsparte fusionierte 2005 mit SÍ Sumba und firmiert seit 2010 als FC Suðuroy.

## Geschichte
Am 5. Juni 1905 trafen sich Jugendliche im Club (Klubbin) von Vágur zu einer Versammlung. Viele von ihnen waren im Ausland gewesen und hatten gesehen, wie die Leute dort verschiedene Sportarten betrieben. Alle waren sich einig, dass Fußball für sie am Interessantesten ist. Das lag wohl auch daran, dass bereits 1892 TB Tvøroyri und 1904 HB Tórshavn und KÍ Klaksvík gegründet wurden.
Der neue Verein erhielt den dänischen Namen Vaag Sportsforening. Der erste Vorstand bestand aus dem Vorsitzenden Daniel Thomsen, Vize Peter Dahl und Schatzmeister Magnus P. Jacobsen.
Am 8. Juni 1910 bekam der Verein seine ersten Trikots. Sie waren blau mit einem gelben Ball auf der Brust, auf dem V.S. stand. Ein solches Trikot kostete damals nur 2,75 Kronen. Einen Fußballplatz gab es nicht und so spielte man am Strand. Am 12. Juni 1910 gab es dort das erste Spiel zwischen TB Tvøroyri und VB Vágur.
Am 2. November 1924 wurde beschlossen, einen Fußballplatz vesturi á Eiði, an der Westküste des Isthmus von Vágur, zu bauen. Am 2. Juni 1925 bekam VB rote und blaue Trikots und weiße Hosen. Die Kombination rot/weiß wird noch heute verwendet. Am 24. Juni 1926 spielte der HB Tórshavn das erste Mal in Vágur, und am 24. Juli 1927 fand das erste Spiel von VB in Tórshavn statt. Am 13. Juli 1930 war der VB erstmals in Klaksvík zu Gast. KÍ bestritt das Rückspiel am 8. Juni desselben Jahres. 
Bereits am 18. August 1929 spielte die Auswahl der Shetlandinseln gegen VB und gewann 3:1. Erst im Jahr darauf, gab es das erste „Länderspiel“ zwischen den Färöern und Shetland. Auch wenn der VB darunter leiden musste, dass die jungen Männer meist zur See fuhren, so stellte VB von Anfang an Spieler für die Landesauswahl der Färöer in den Spielen gegen Shetland und Island.
1948 entstand neben dem Fußballplatz vesturi á Eiði zusätzlich ein Handballfeld. Die Handballer waren mindestens ebenso erfolgreich auf nationaler Ebene wie die Fußballer.
1994 fusionierte die Fußballsparte des VB mit dem SÍ Sumba, aber bereits im Jahr darauf trennten sich die Partner wieder. 2005 vereinten sich die Fußballabteilungen beider Vereine erneut, die Handballsparte  tritt jedoch weiter als VB Vágur auf.

## Handball

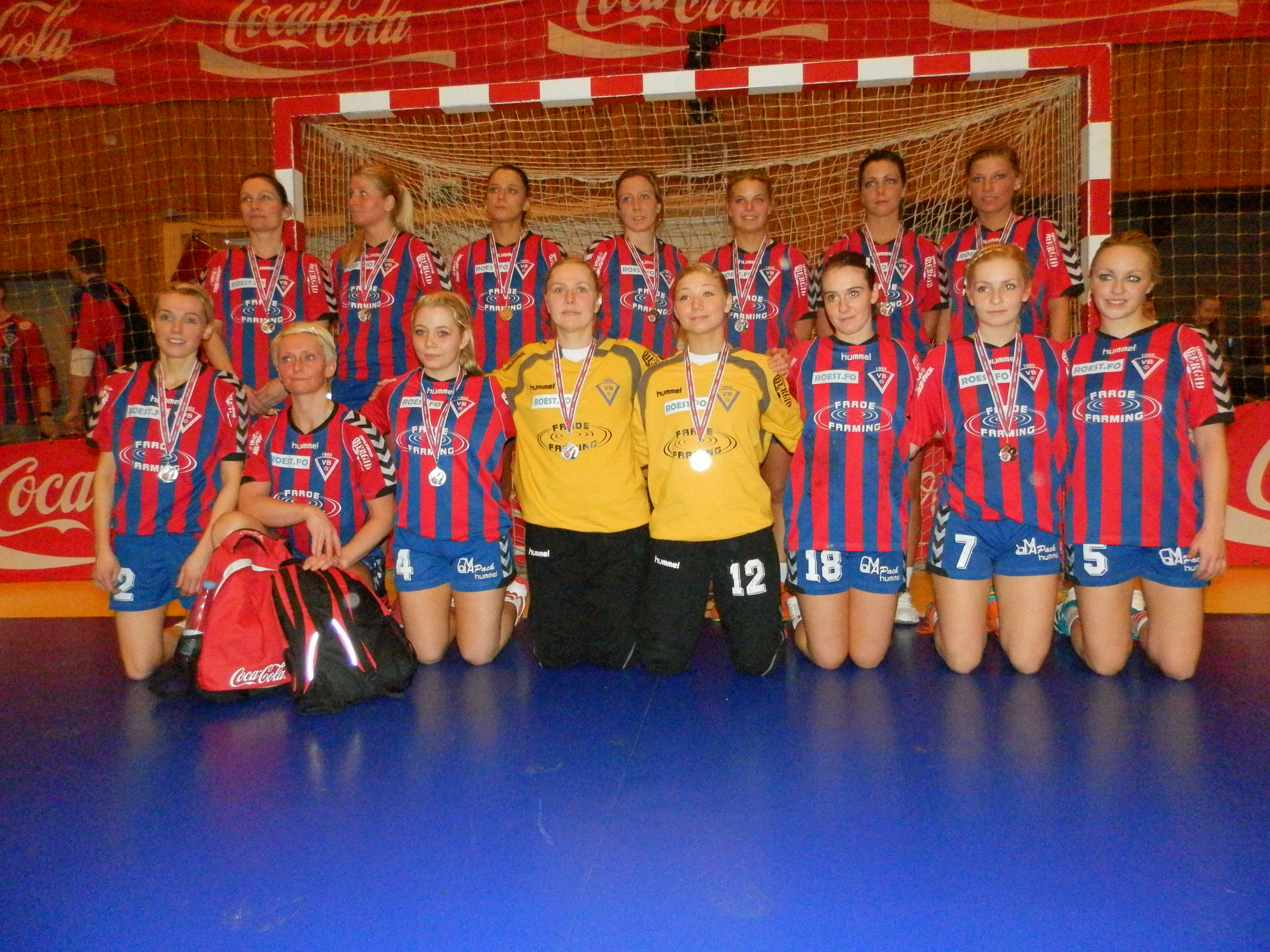
Die Mannschaft von VB Vágur mit der Silbermedaille nach dem Pokalfinale 2013.

Die Frauenmannschaft konnte bereits drei Meistertitel erringen, der erste gelang 1950. Das Pokalfinale wurde insgesamt acht Mal erreicht. Nachdem 1991 das Endspiel mit 11:12 gegen Skála ÍF verloren wurde, konnte 1993 gegen Stjørnan Klaksvík mit 21:13 der erste Sieg erreicht werden. Die Finalspiele 2000 und 2001 wurden mit 21:22 gegen Kyndil Tórshavn beziehungsweise mit 18:31 gegen Vestmanna ÍF verloren. Die Revanche und somit der zweite Pokalsieg gelang 2003 mit 19:18, im selben Jahr konnte auch der zweite Meistertitel und somit das Double gefeiert werden. 2004 unterlag das Team im Pokalendspiel erneut Stjørnan Klaksvík mit 19:20, dafür wurde 2005 der dritte Meistertitel errungen. 2007 und 2012 scheiterte VB Vágur erneut im Pokalendspiel an Stjørnan Klaksvík mit 28:31 beziehungsweise mit 23:27.
Die Männer sind hingegen noch titellos und belegten 2012 in der dritten Liga den vierten Platz.

### Erfolge
- 3× Färöischer Meister (Frauen): 1950, 2003, 2005[3]
- 2× Färöischer Pokalsieger (Frauen): 1993, 2003[4]

## Fußball
Die Mannschaft der Herren nahm ab 1943 regelmäßig an der färöischen Meisterschaft teil und war 1947 auch Gründungsmitglied der Meistaradeildin. 1951, 1953–55 sowie 1960–65 wurde auf eine Teilnahme jedoch verzichtet. Bis 1981 gehörte die Mannschaft der ersten Liga an, danach verblieb sie fünf Jahre in der zweiten Liga. Nachdem Von 1987 bis 1993 wieder Erstligafußball geboten werden konnte, belegte das Team 1994 den ersten Platz in der zweiten Liga und fusionierte daraufhin mit dem Fünftplatzierten der zweiten Liga, SÍ Sumba. Diese Fusion als Sumba/VB bestand nach einem vorletzten Platz in der ersten Liga allerdings nur ein Jahr. Bis 2004 hielt sich VB Vágur in der ersten Liga, 2005 wurde schließlich eine erneute Fusion mit SÍ Sumba unter dem Namen VB/Sumba beschlossen. Seit 2010 firmiert die Fußballabteilung unter dem Namen FC Suðuroy.

### Trainer
- Bjørn Krog Christensen (1981)
- Egill SteinÞórsson (1988)
- Palle Larsen (1989)
- Tommy Christiansen (1990)
- Jóannes Jakobsen (1991–1992)
- Egill Steinþórsson (1993)
- Tomislav Sivic (1996)
- Milan Milanović (1997–1998)
- Krzysztof Popczynski (1998–2001)
- Dragan Kovacevic (2002)
- Marek Wierzbicki (2002)
- Predrag Živković (2003)
- Hans Nielsen (2004)

### Spieler
Aufgelistet sind alle Spieler, die zehn oder mehr Spiele für die Nationalmannschaft absolviert haben.
- Jan Allan Müller (1989–1992, 1997)
- Jóannes Jakobsen (1991–1992)
- Pól A. Thorsteinsson (1991–1997)
- Símun Eiler Samuelsen (2001–2002, 2004)

### Erfolge

#### Titel
- 1× Färöischer Meister: 2000
- 1× Färöischer Pokalsieger: 1974
- Rekordtorschütze: Egill Steinþórsson (55 Tore)[5]

### Ligarekorde
- Höchster Heimsieg: 6:0 gegen FS Vágar (10. September 2000), 6:0 gegen FS Vágar (29. April 2001)
- Höchste Heimniederlage: 1:7 gegen HB Tórshavn (18. Mai 1969), 1:7 gegen TB Tvøroyri (7. September 1980)
- Höchster Auswärtssieg: 6:1 gegen B36 Tórshavn (22. August 1976)
- Höchste Auswärtsniederlage: 1:13 gegen TB Tvøroyri (1950)
- Torreichstes Spiel: B36 Tórshavn–VB Vágur 10:4 (1949), TB Tvøroyri–VB Vágur 13:1 (1950)
- Ewige Tabelle: 9. Platz

## Europapokalbilanz
| Saison  | Wettbewerb            | Runde                  | Gegner        | Gesamt | Hin     | Rück    |
| ------- | --------------------- | ---------------------- | ------------- | ------ | ------- | ------- |
| 1998    | UEFA Intertoto Cup    | 1. Runde               | FC Boby Brünn | 1:6    | 0:3 (H) | 1:3 (A) |
| 2001/02 | UEFA Champions League | 1. Qualifikationsrunde | Slawija Masyr | 0:5    | 0:0 (H) | 0:5 (A) |

Legende: (H) – Heimspiel, (A) – Auswärtsspiel, (N) – neutraler Platz, (a) – Auswärtstorregel, (i. E.) – im Elfmeterschießen, (n. V.) – nach Verlängerung
| Wettbewerb       | Sp. | G | U | V | T+ | T– |
| ---------------- | --- | - | - | - | -- | -- |
| Champions League | 2   | 0 | 1 | 1 | 0  | 5  |
| Intertoto Cup    | 2   | 0 | 0 | 2 | 1  | 6  |
| Total            | 4   | 0 | 1 | 3 | 1  | 11 |

Einziger Torschütze im Europapokal war Birgir Jørgensen.

## Frauenfußball
Das Frauenteam von VB Vágur spielte erstmals 1990 in der 1. Deild. 1992 stand die Mannschaft im Pokalfinale, unterlag dort jedoch Skála ÍF mit 1:2. Nach der Saison 1993 und dem Vizemeistertitel zog sie sich aus der ersten Liga zurück. Von 1999 bis 2001 spielte VB Vágur zum letzten Mal erstklassig und zog sich danach erneut zurück. 2005 kam es dann zur Fusion mit SÍ Sumba zu VB/Sumba.

### Erfolge

#### Titel
- 1× Pokalfinalist: 1992

#### Ligarekorde
- Beste Ligaplatzierung: 2. Platz (1993, 2000)
- Höchster Heimsieg: 14:1 gegen Skála ÍF (7. Mai 2000)
- Höchste Heimniederlage: 2:6 gegen HB Tórshavn (14. August 1999)
- Höchster Auswärtssieg: 13:0 gegen Skála ÍF (4. Juni 2000)
- Höchste Auswärtsniederlage: 0:9 gegen KÍ Klaksvík (26. August 1990)
- Torreichstes Spiel: VB Vágur–Skála ÍF 14:1 (7. Mai 2000)
- Ewige Tabelle: 9. Platz